# 2MASS J00324308-2237272
2MASS J00324308-2237272 ist ein Brauner Zwerg im Sternbild Walfisch. Er wurde 2003 von Tim R. Kendall et al. entdeckt.
2MASS J00324308-2237272 gehört der Spektralklasse L1 an. Seine Position verschiebt sich aufgrund seiner Eigenbewegung jährlich um 0,11682 Bogensekunden.